# Nvidia Maxwell
Maxwell — це кодова назва GPU мікроархітектури, розробленої Nvidia як наступник мікроархітектури Kepler. Архітектура Maxwell була введені в більш пізніх моделях серії GeForce 700, а також використовується в серії GeForce 800M, GeForce серії 900 і серії Quadro Kxxx. [Архівовано 12 липня 2015 у Wayback Machine.]
Nvidia для нової архітектури Maxwell взяла як основу Kepler і допрацювала її в кількох областях. В архітектурі Maxwell потокові мультипроцесори SMX були перейменовані в SMM (Streaming maxwell multiprocessor), вони поділяються на чотири блоки по 32 потокових процесора. У загальній складності кластер SMM містить 128 потокових процесорів. Менш складна логіка управління забезпечує більш ефективний розподіл завдань по ядрах CUDA. Площа чипа, збільшилася на 25 відсотків зі 118 мм2 до 148 мм2. У той же час кількість транзисторів зросла з 1,3 до 1,87 млрд, що відповідає приросту на 49 відсотків. Причина криється в зміні компонування чипа.  [Архівовано 27 травня 2015 у Wayback Machine.]

## Особливості архітектури Nvidia Maxwell

### Збільшена виділена загальна пам'ять
В архітектурі Maxwell передбачено 64 кбайт розподіленої пам'яті, у той час як у Fermi або Kepler ця пам'ять поділяється між L1-кешом і розподіленою пам'яттю. У Maxwell один блок може використовувати до 48 кбайт розподіленої пам'яті, причому збільшення загального обсягу цієї пам'яті може призвести до збільшення навантаження мультипроцесора. Це стало можливим завдяки поєднанню функціональності L1 кешу і текстурного кешу в окремому блоці.

### Швидші атомарні операції в розділеній пам'яті
В архітектурі Maxwell з'явилися вбудовані атомарні операції над 32-бітними цілими числами в розподіленій пам'яті, а також CAS-операції над 32-бітовими і 64-бітовими значеннями в  пам'яті – за допомогою них можна реалізувати інші атомарні функції. У разі Kepler і Fermi доводилося використовувати складний принцип "Lock/Update/Unlock", що призводило до додаткових витрат.

### Динамічний паралелізм
Динамічний паралелізм, який з'явився в Kepler GK110, дозволяє GPU самому створювати завдання для себе. Підтримка цієї функції була вперше додана в CUDA 5.0, дозволяючи потокам на GK110 запускати додаткові ядра на тому ж GPU.

## Покоління Nvidia Maxwell

### Перше покоління Maxwell
Перше покоління Maxwell GM107/GM108 були випущені у вигляді відеокарти GeForce GTX745, GTX 750/750 Ti, GTX 850М/860М (GM107) і GTX 830M/840M (GM108). Ці нові чипи забезпечують кілька клієнтоорієнтовних додаткових послуги; Nvidia і тут зосередила увагу на енергоефективності. Компанія Nvidia збільшила обсяг кеш-пам'яті L2 з 256 Кб на GK107 до 2 Мб на GM107, знижуючи необхідну пропускну здатність пам'яті . Відповідно, Nvidia вирізала з шини пам'яті 192 біт на GK106 та 128 біт на GM107, додатково економлячи енергію. [Архівовано 17 травня 2015 у Wayback Machine.]
GM107 підтримує технології CUDA Compute Capability 5.0 в порівнянні з 3.5 на архітектурі GK110/GK208 GPU і 3.0 на GK10x графічних процесорах. Динамічний паралелізм і HyperQ — це дві риси в архітектурі GK110/GK208 які також підтримуються по всій продуктовій лінійці Maxwell.

### Друге покоління Maxwell
Нові відеокарти з графічним процесором GM204, побудованому на архітектурі Maxwell 2.0, не змусили себе довго чекати. З'явилися GeForce GTX 970 і GTX 980. Значного сплеску енергоефективності не сталося, але було чимало приємних сюрпризів для користувачів. SMM в GeForce GTX 750 Ti має тільки 64 Кб адресного простору, а в GeForce GTX 980 вже 96 Кб. Розмір кешу текстур на пару блоків CUDA в GM204 вдвічі більше, ніж у GM107. У GM204 працюють 4 блоки растеризації, а у попередника тільки один. Не може бути непоміченим надвисокий динамічний дозвіл, який дозволяє згладжувати нерівності. Багатокадровое згладжування використовується в даному випадку для підвищення продуктивності не на шкоду точності візуалізації. Нові відеокарти сумісні з DirectX 12, що дуже важливо для геймерів і розробників. Друга версія Maxwell має широкий діапазон можливостей.

## Порівняння Kepler і Maxwell
| Характеристики               | Kepler         | Maxwell         |
| ---------------------------- | -------------- | --------------- |
| GPU                          | GK107 (Kepler) | GM107 (Maxwell) |
| Ядра CUDA                    | 384            | 640             |
| Базова частота               | 1058 МГц       | 1020 МГц        |
| Boost-частота GPU            | н/д            | 1085 МГц        |
| GFLOPs                       | 812.5          | 1305.6          |
| Compute Capability           | 3.0            | 5.0             |
| Розподілена пам'ять/SM       | 16 КБ / 48 КБ  | 64 КБ           |
| Розмір регістрового файлу/SM | 256 КБ         | 256 КБ          |
| Максимальна кількість блоків | 16             | 32              |
| Частота пам'яті              | 5000 МГц       | 5400 МГц        |
| Розмір L2 кешу               | 256 КБ         | 2048 КБ         |
| TDP                          | 64 Вт          | 60 Вт           |
| Транзистори                  | 1.3 млрд.      | 1.87 млрд.      |
| Площа кристалу               | 118 мм2        | 148 мм2         |
| Техпроцес                    | 28 нм          | 28 нм           |